# Camille Tourville
Joseph Edgar Camille Tourville, est un ancien lutteur professionnel canadien né à Montréal le 6 avril 1927 et mort dans un accident de voiture le 24 décembre 1985. Surnommé « La Bottine », il luttait en tant que Tarzan Tyler. Son surnom venait du fait qu'il semblait curieusement apte à terrasser son adversaire en le frappant avec le pied (un seul pied, toujours le même). Cela poussait ses admirateurs et détracteurs à soupçonner qu'il y avait un objet illicite dissimulé dans une de ses chaussures (bottine). Quand il montait dans le ring, le public avait donc l'habitude de scander : « Y a quelque chose dans sa bottine ! »

## Carrière
Il a commencé sa carrière dans les années 1950. Il a été le premier champion par équipe de la World Wrestling Federation avec Crazy Luke Graham, de juin 1971 à décembre 1971, son manager était Captain Lou Albano. 
Vers la fin de sa carrière, il était manager de catcheurs dans la Lutte International au Québec, comme Dino Bravo et King Tonga.
Il est décédé le 24 décembre 1985, dans un accident de voiture dans le parc des Laurentides, avec son collègue Pierre "Mad Dog" Lefebvre, et l'arbitre Adrien Desbois.